# Copenhagen Sprint 2025
Cet article concerne la compétition masculine. Pour la compétition féminine, voir Copenhagen Sprint féminin 2025.
La 1re édition du Copenhagen Sprint  a lieu le 22 juin 2025 entre Roskilde et Copenhague au Danemark. C'est une manche de l'UCI World Tour 2025. 

## Équipes
| Unknown team category |
|                       |

## Parcours
La course commence au musée des navires vikings de Roskilde, avant de se diriger vers le paysage de l'île de Seeland, en passant par les villes de Frederikssund, Hillerød, Humlebæk (pour la course masculine uniquement) et Ballerup. Le parcours entre ensuite à Copenhague pour des tours d'un circuit d'arrivée de 10 kilomètres dans le centre-ville  L'arrivée de la course se fait à l'extérieur de la Galerie nationale du Danemark, dans le parc Østre Anlæg.
La course se déroule sur 235,7 kilomètres avec 5 tours du circuit d'arrivée.

## Classements

### Classement final
| \| Classement général \| Classement général \| Classement général \| Classement général \| Classement général \| \| Coureur \| Coureur \| Pays \| Équipe \| Temps \| \| ------------------ \| ------------------ \| ------------------ \| ------------------ \| ------------------ \| |         |      |        |       |
| |         |      |        |       |
| Source : ProCyclingStats |         |      |        |       |
| Classement général |         |      |        |       |
| Coureur | Coureur | Pays | Équipe | Temps |

## Classement UCI
La course attribue des points au Classement mondial UCI 2025 selon le barème suivant :
| Position           | 1er | 2e  | 3e  | 4e  | 5e  | 6e  | 7e | 8e | 9e | 10e | 11e | 12e | 13e | 14e | 15e à 20e | 21e à 30e | 31e à 50e | 51e à 55e | 56e à 60e |
| Classement général | 300 | 250 | 215 | 175 | 120 | 115 | 95 | 75 | 60 | 50  | 40  | 35  | 30  | 25  | 20        | 12        | 5         | 2         | 1         |

## Liste des participants
| Légende | Légende                                                                    | Légende | Légende                                                    |
| ------- | -------------------------------------------------------------------------- | ------- | ---------------------------------------------------------- |
| Num     | Dossard de départ porté par le coureur sur ce Copenhagen Sprint            | Pos     | Position à l'arrivée de la course                          |
|         | Indique un maillot de champion national ou mondial, suivi de sa spécialité | NP      | Indique un coureur qui n'a pas pris le départ de la course |
| AB      | Indique un coureur qui n'a pas terminé la course                           | HD      | Indique un coureur qui a terminé la course hors des délais |